# Провес
Провес (італ. Proves) — муніципалітет в Італії, у регіоні Трентіно-Альто-Адідже,  провінція Больцано.
Провес розташований на відстані близько 530 км на північ від Рима, 50 км на північ від Тренто, 26 км на захід від Больцано.
Населення — 267 осіб (2014).

## Демографія
Населення за роками:

Станом на 1 січня 2023 року в муніципалітеті офіційно проживало 15 іноземців з 4 країн, серед них 3 громадяни країн Євросоюзу.

## Сусідні муніципалітети
- Каньйо
- Лауреньо
- Румо
- Ультімо